# Ка'а'ава
Ка'а'ава (енгл. Kaaawa) насељено је место за статистичке потребе у америчкој савезној држави Хаваји. По попису становништва из 2010. у њему је живело 1.379 становника.

## Демографија
Према попису становништва из 2010. у граду је живело 1.379 становника, што је 55 (4,2%) становника више него 2000. године.
| Група             | 2000.       | 2010.       |
| Белци             | 442 (33,4%) | 435 (31,5%) |
| Афроамериканци    | 6 (0,5%)    | 12 (0,9%)   |
| Азијати           | 116 (8,8%)  | 88 (6,4%)   |
| Хиспаноамериканци | 109 (8,2%)  | 144 (10,4%) |
| Укупно            | 1.324       | 1.379       |